# Rainald Roesch
Rainald Hermann Roesch (ur. 13 lipca 1944) – niemiecki prawnik, urzędnik konsularny i dyplomata.

## Życiorys
W niemieckiej służbie zagranicznej służył w latach 1974 do 2009, pełniąc funkcje - II sekretarza ambasady w Warszawie (1978-1979), urzędnika konsulatu generalnego w Marsylii, radcy w Hawanie (1988), konsula generalnego w Szczecinie (1991-1992), I radcy w przedstawicielstwie Niemiec przy ONZ w Nowym Jorku (1994-1997), urzędnika w Gwatemali, urzędnika MSZ w Berlinie (2001), urzędnika w Bogocie (2003-2005), ambasadora w Salwadorze (2005-2006), radcy-ministra amb. w Londynie/przedst. w Europejskim Banku Odbudowy i Rozwoju (2006-2009), po czym przeszedł na emeryturę. Od 2010 przebywa w Sydney gdzie uzyskał dyplom z prawa na uniwersytecie w Sydney (2015/2018).